# 고림고등학교
고림고등학교(古林高等學校)는 대한민국 경기도 용인시 처인구 고림동에 있는 공립 고등학교이다.

## 학교 연혁
- 2016년 1월 6일 : 고림고등학교 36학급 설립 인가
- 2016년 3월 1일 : 개교(12학급)
- 2016년 3월 1일 : 초대 오장희 교장 취임
- 2016년 3월 2일 : 제1회 입학식(446명)
- 2018년 3월 1일 : 38학급(특수 2학급 포함) 인가, 편성
- 2019년 1월 31일 : 제1회 졸업식(434명)
- 2024년 1월 8일 : 제6회 졸업식(318명, 누계 2,164명)
- 2024년 3월 1일 : 제3대 조형섭 교장 취임
- 2024년 3월 4일 : 제9회 입학식(12학급 358명)

## 참고 자료
- 고림고등학교 - 한국교육학술정보원 학교알리미